# Теренгуль (разъезд)
Теренгу́ль — разъезд (населённый пункт) в Баганском районе Новосибирской области. Входит в состав Андреевского сельсовета.

## Население
| 1976 | 1995 | 2002 | 2007 | 2010 |
| ---- | ---- | ---- | ---- | ---- |
| 34   | ↗44  | ↘43  | ↘27  | ↘19  |

## Инфраструктура
На разъезде по данным на 2006 год отсутствуют социальные объекты.